# Interestatal 294 (Illinois)
La Interestatal 294 (abreviada I-294) es una autopista interestatal ubicada en el estado de Illinois. La autopista inicia en el oeste desde la I 80  , I 94 , IL 394  en South Holland hacia el este en la I 94     en Northbrook. La autopista tiene una longitud de 86 km (53.42 mi).

## Mantenimiento
Al igual que las carreteras estatales, las carreteras federales, la Interestatal 294 es administrada y mantenida por el Departamento de Transporte de Illinois por sus siglas en inglés IDOT.

## Cruces
La Interestatal 294 es atravesada principalmente por la  I 80  I 55  I 88  I 90 .